# Fronrot
Fronrot ist ein Teilort der Gemeinde Bühlertann mit knapp 200 Einwohnern (Stand Januar 2007) im Landkreis Schwäbisch Hall in Baden-Württemberg, Deutschland.

## Geografische Lage
Fronrot ist einer der 15 Teilorte der Gemeinde Bühlertann und liegt im östlichen Teil des Landkreises Schwäbisch Hall nahe der Kreisgrenze zum Ostalbkreis. Fünf Kilometer im Südosten von Fronrot liegt der Schnittpunkt des 49. nördlichen Breitengrades und des 10. östlichen Längengrades.

### Infrastruktur
Mit der Ortskanalisation, die das Abwasser zu einer Oxydationsteichanlage führt, wurde das Entsorgungsproblem schon 1983 gelöst. Fronrot bezieht heute sein Wasser von der Nord-Ost-Wasserversorgung (NOW). Diese hat in den vergangenen Jahren mit dem Bau von Aufbereitungsanlagen, mehreren Hochbehälter und Verbindungsleitungen die Trinkwasserqualität sichergestellt. Die Wasserhärte am Ort beträgt nur 14 °dH.

## Kultur und Sehenswürdigkeiten
Mit seinen nur knapp 200 Einwohnern besitzt Fronrot gleichwohl bereits seit langer Zeit ein eigenständiges kulturelles Leben, wovon der Musik- und Gesangverein sowie die Kirchengemeinde St. Maria Fronrot Zeugnis ablegen.

## Wirtschaft und Infrastruktur

### Verkehr
Fronrot liegt an der Deutschen Ferienroute Alpen-Ostsee (Landesstraße 1060) zwischen Schwäbisch Hall und Ellwangen. Autobahnanschlüsse bestehen bei Schwäbisch Hall (Richtung Heilbronn) und Crailsheim (Richtung Nürnberg) an die A 6 und bei Ellwangen (Richtung Würzburg und Ulm) an die A 7. Dadurch sind gute Voraussetzungen für eine bequeme Anreise mit dem Auto gegeben.

### Öffentliche Verkehrsanbindung
Mehrere Buslinien sichern die Verbindung zu den nahen Bahnhöfen in Schwäbisch Hall, Schwäbisch Hall-Hessental, Gaildorf und Ellwangen. Auf der Achse Schwäbisch Hall–Bühlertann–Fronrot–Ellwangen (FMO-Linie 13, ehemals 7870) wurde seit dem 12. Dezember 2004 die Zahl der Direktverbindungen deutlich vermehrt. Die Busse fahren hier jetzt Montag bis Freitag nahezu im 2-Stunden-Takt. Für Fronrot kamen dadurch weitere Schnellverbindungen von und nach Schwäbisch Hall hinzu. Mit den neuen Busverbindungen erreicht man Schwäbisch Hall in weniger als einer halben Stunde, Ellwangen in gut 20 Minuten.
Durch das zum 1. Januar 2000 in Kraft getretene Nahverkehrskonzept im Landkreis Schwäbisch Hall besteht heute ein Verkehrsverbund im gesamten Kreisgebiet mit einheitlichen Fahrpreisen für Busse und Bahnen.